# Burning Core
Burning Core（バーニング コア、略称：BC）とは、eスポーツシーンで活動する日本のプロゲーミングチームである。
2023年、富山県に活動拠点を移し、「Burning Core Toyama」にリブランディングされた。

## 概要
2017年5月15日、League of Legends Japan League（以下LJL）の2部リーグであるLJLCSを通過し、LJL2017 Summer Splitの参加権を獲得していたDetonatioN Risingを買収する形で発足した。（当時DetonatioN Risingは参加権を獲得していたものの、LJL規約上一部リーグでは一団体一チームまでの参加と定められており、DetonatioN FocusMeを有するDetonatioN Gamingはチームの所有権を公募していた。）
2018年2月、LJL昇格を目的としてプロeスポーツチームSCARZのLeague of Legends部門と合併、株式会社バーニングコアのもと「SCARZ Burning Core（スカーズ バーニング コア、略称：SZB）」が設立、LJLCS2018 Spring Splitを勝ち抜きLJL昇格を果たした。
2018年6月、SCARZのLeague of Legends部門活動休止に伴い、SCARZ Burning CoreのメンバーとLJL出場権を譲渡される形で独立。「Burning Core（バーニング コア、略称：BC）」としてLJL2018 Summer Splitに出場することが決まった。

## 略歴
- 2017年
  - 5月「Burning Core」設立。
  - 8月 LJL2017 Summer Splitを6位通過、プロモーションシリーズで敗北しLJL一部リーグから降格。
- 2018年
  - 2月 プロeスポーツチームSCARZのLeague of Legends部門と合併、株式会社バーニングコアのもと「SCARZ Burning Core」設立。
  - 3月 LJLCS 2018 Spring Splitを1位通過、プロモーションシリーズで勝利しLJL一部リーグへと昇格。
  - 6月 SCARZのLeague of Legends部門活動休止に伴い独立。

## 現在活動している部門
- LEAGUE OF LEGENDS部門
- FIGHTING / ACTION GAMES部門
- PUBG Mobile部門